# Will Hardy
William "Will" Culvahouse Hardy (Richmond, 21 de janeiro de 1988) é um treinador norte-americano de basquete profissional que é o treinador principal do Utah Jazz da National Basketball Association (NBA).

## Carreira profissional

### San Antonio Spurs e Boston Celtics
Depois de se formar no Williams College, Hardy foi conectado ao treinador principal do San Antonio Spurs, Gregg Popovich, por meio de um membro da equipe de basquete da universidade que era associado de Popovich e o recomendou para um estágio graças ao seu alto QI de basquete. Hardy treinou o time da Summer League dos Spurs por vários anos enquanto trabalhava em outras funções no time principal. Antes da temporada de 2021-22, Hardy se juntou ao Boston Celtics como assistente do treinador principal Ime Udoka.

### Utah Jazz
Em 29 de junho de 2022, o Utah Jazz contratou Hardy como seu treinador principal, tornando-o o primeiro treinador principal contratado sob a nova propriedade de Ryan Smith.

## Estatísticas como treinador principal
| Time     | Ano      | Temporada regular | Temporada regular | Temporada regular | Temporada regular | Temporada regular      | Playoffs | Playoffs | Playoffs | Playoffs | Playoffs                 |
| Time     | Ano      | J                 | V                 | D                 | %                 | Classificação          | J        | V        | D        | %        | Resultado final          |
| -------- | -------- | ----------------- | ----------------- | ----------------- | ----------------- | ---------------------- | -------- | -------- | -------- | -------- | ------------------------ |
| Utah     | 2022–23  | 82                | 37                | 45                | .451              | 4º na Divisão Noroeste | —        | —        | —        | —        | Não foi para os playoffs |
| Utah     | 2023–24  | 82                | 31                | 51                | .378              | 4º na Divisão Noroeste | —        | —        | —        | —        | Não foi para os playoffs |
| Carreira | Carreira | 164               | 68                | 96                | .414              |                        | —        | —        | —        | —        |                          |